# Azarmedukht

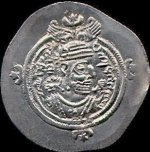
Moneda de Azarmedukht.

Azarmedukht, fue una de las dos reinas del Imperio Sasánida, hermana de la anterior reina, Boran, e hija de Cosroes II. Vivió en una época de completo caos, en la que el imperio, inmerso en una guerra civil, se fragmentaba en pequeños reinos; en 5 años se sucedieron varios gobernantes efímeros, colocados por una y otra facción de la nobleza, uno de los cuales fue Azarmedukht. Después de coronada tuvo que compartir el poder con un muchacho, su hermano Yazdegerd III.